# Envera Selimović
Envera Selimović je novinářka z Bosny a Hercegoviny.
Selimović vystudovala politologii na Fakultě politických věd Univerzity v Sarajevu. Po dokončení svých studií pracovala v Rádiu a televizi Sarajeva, dále rádiu 202 a potom Rádiu Sarajevo.
V roce 1992, kdy vypukla válka v Bosně a Hercegovině, se Envera Selimović vrátila do RTV Sarajevo a pracovala zde po celou dobou války (tři roky) jako hlavní zpravodajka a hlavní editorka pro zahraniční redakci. V roce 1994 bylo roznodnuto, že bude působit v kanceláři uvedené televize v New Yorku/Washingtonu D. C. Na postgraduální studia získala stipendium americké vlády. Díky němu mohla vystudovat Johns Hopkins University ve Washingtonu D. C.
Byla jako novinářka přítomna podpisu Daytonské dohody jako jedna ze tří novinářek z prostoru bývalé Jugoslávie. Dohodu vnímala jako zničení Bosny.
V roce 1999 se vrátila zpět do Sarajeva a tři roky dále působila ve státní televizi. Zde provozovala televizní pořad s jednoduchým názvem Interview. Tam pořádala rozhovory s nejznámějšími představiteli země, regionu a případně i světa. Kromě toho zde vystupovala i řada významných postav své doby, například z oblasti kultury.
V roce 2001 obdržela ocenění Novinářka roku, které bylo udělované na úrovni Bosny a Hercegoviny.
Roku 2003 působila v rámci pozorovací mise OSN v Gruzii. Následující tři roky potom řídila strategickou komunikaci celé mise směrem k médiím. V roce 2006 ji potom Kofi Annan jmenoval jako zástupkyní OSN pro úřad informování veřejnosti v Baku v Ázerbájdžánu.